# 우분투 스튜디오
우분투 스튜디오(Ubuntu Studio)는 리눅스 배포판 가운데 하나로 우분투를 바탕으로 만들어졌다. 이 운영체제는 그래픽 및 멀티미디어에 대한 작업을 하는 사람들을 위해 최적화되었다.

## 구성
라이브 기능이 없는 설치 디스크 ISO 파일(약 1.2GB, 1장짜리) 형태로 배포되며 기본 GUI는 GNOME이고 설치 소프트웨어는 ubuntu Alternative판 디스크와 같다. 설치시 사용자가 필요한 부분을 선택할 수 있으며, 설치되는 주요 소프트웨어는 다음과 같다.

### 그래픽
- Agave
- Blender
- FontForge
- F-Spot
- 김프
- Hugin
- 잉크스케이프
- Scribus
- Specimen
- Stopmotion
- Synfig
- XSane

### 멀티 미디어
- Aconnectgui
- Aeolus
- Ardour
- Audacity
- BEAST
- Bitscope
- Creox c
- Echomixer
- Envy24 contral
- Freebirth
- Freqtweak
- Genpo
- Gtick
- HDSPConf
- HDSPMixer
- Hexter
- Hydrogen
- JACK Control
- JACK Rack
- Jack Timemachine
- JAMin
- JackEQ
- Jackbeat
- Meterbridge
- Mixxx
- MusE
- MuseScore
- Patchage
- PureData
- QAMix
- QSynth
- Rmedigicontrol
- Seq24
- SooperLooper
- Virtual MIDI Keybord
- ZynAddSubFX Software Synthesizer
- terminatorX
- 녹음기(gnome-recorder)
- Audacious
- PulseAudio Device Chooser
- Swami
- Kino
- Open Movie Editor
- Stopmotion
- Totem

### 커널
- 우분투 스튜디오용 리얼타임 커널

### 테마
- 우분투 스튜디오용 아이콘 테마 및 gdm테마 , usplash 테마

설치하기 위해서는 대략 4GB를 비워 두어야 하며 우분투와 달리 OpenOffice.org, Evolution 등 그림, 소리, 동영상과 관계없는 일부 소프트웨어들은 빠져 있다

## 릴리스
| 버전 번호 | 코드명           | 배포일           | 지원 기간        | 지원 기간        | 커널 버전 |                 |                  |                  |        |
| --------- | ---------------- | ---------------- | ---------------- | ---------------- | --------- | --------------- | ---------------- | ---------------- | ------ |
| 버전 번호 | 코드명           | 배포일           | 7.04             | Feisty Fawn      | 커널 버전 | 2007년 4월 19일 | 2008년 10월 19일 | 2008년 10월 19일 | 2.6.20 |
| 7.10      | Gutsy Gibbon     | 2007년 10월 18일 | 2009년 4월 18일  | 2009년 4월 18일  | 2.6.22    |                 |                  |                  |        |
| 8.04 LTS  | Hardy Heron      | 2008년 4월 24일  | 2011년 5월 12일  | 2011년 5월 12일  | 2.6.24    |                 |                  |                  |        |
| 8.10      | Intrepid Ibex    | 2008년 10월 30일 | 2010년 4월 30일  | 2010년 4월 30일  | 2.6.27    |                 |                  |                  |        |
| 9.04      | Jaunty Jackalope | 2009년 4월 23일  | 2010년 10월 23일 | 2010년 10월 23일 | 2.6.28    |                 |                  |                  |        |
| 9.10      | Karmic Koala     | 2009년 10월 29일 | 2011년 4월 30일  | 2011년 4월 30일  | 2.6.31    |                 |                  |                  |        |
| 10.04 LTS | Lucid Lynx       | 2010년 4월 29일  | 2013년 5월 9일   | 2013년 5월 9일   | 2.6.32    |                 |                  |                  |        |
| 10.10     | Maverick Meerkat | 2010년 10월 10일 | 2012년 4월 10일  | 2012년 4월 10일  | 2.6.35    |                 |                  |                  |        |
| 11.04     | Natty Narwhal    | 2011년 4월 28일  | 2012년 10월 28일 | 2012년 10월 28일 | 2.6.38    |                 |                  |                  |        |
| 11.10     | Oneiric Ocelot   | 2011년 10월 13일 | 2013년 5월 9일   | 2013년 5월 9일   | 3.0.0     |                 |                  |                  |        |
| 12.04 LTS | Precise Pangolin | 2012년 4월 26일  | 2017년 4월 26일  | 2017년 4월 26일  | 3.2.0     |                 |                  |                  |        |
| 12.10     | Quantal Quetzal  | 2012년 10월 18일 | 2014년 5월 16일  | 2014년 5월 16일  | 3.5.0     |                 |                  |                  |        |
| 13.04     | Raring Ringtail  | 2013년 4월 25일  | 2014년 1월 27일  | 2014년 1월 27일  | 3.8.0     |                 |                  |                  |        |
| 13.10     | Saucy Salamander | 2013년 10월 17일 | 2014년 7월 17일  | 2014년 7월 17일  | 3.11.0    |                 |                  |                  |        |
| 14.04 LTS | Trusty Tahr      | 2014년 4월 17일  | 2019년 4월       | 2019년 4월       | 3.13.0    |                 |                  |                  |        |
| 14.10     | Utopic Unicorn   | 2014년 10월 23일 | 2015년 7월 23일  | 2015년 7월 23일  | 3.16.0    |                 |                  |                  |        |
| 15.04     | Vivid Vervet     | 2015년 4월 23일  | 2016년 2월 4일   | 2016년 2월 4일   | 3.19.3    |                 |                  |                  |        |
| 15.10     | Wily Werewolf    | 2015년 10월 22일 | 2016년 7월       | 2016년 7월       | 4.2.0     |                 |                  |                  |        |
| 16.04 LTS | Xenial Xerus     | 2016년 4월 21일  | 2021년 4월       | 2021년 4월       | 4.4.0     |                 |                  |                  |        |

| 지원 상황: | 지원 상황: | 지원 상황: | 지원 상황: |
| ---------- | ---------- | ---------- | ---------- |
| 지원 종료  | 지원 중    | 최신 버전  | 출시 예정  |

## 한국어 지원에 대한 문제
부팅 화면이나 설치 소프트웨어에서 한국어를 선택할 수 있으나 이 부분의 한글화가 완전히 되어 있지 않아 대부분 영어로 나온다. 일반적으로 한국어 출력은 문제가 없으며, 한국어 입력의 경우 운영체제를 설치할 때 SCIM이 함께 설치되지만 한국어 플러그인(scim-hangul)은 포함되어 있지 않으므로 추가로 scim-hangul 패키지를 설치해야 한다.

## 같이 보기
- 장기 지원 버전